# Pseudocellus pearsei
Espèce
Synonymes
- Cryptocellus pearsei Chamberlin & Ivie, 1938

Pseudocellus pearsei est une espèce de ricinules de la famille des Ricinoididae.

## Distribution
Cette espèce est endémique du Mexique. Elle se rencontre dans des grottes du Yucatán et du Quintana Roo,.

## Description
Le mâle mesure 4,6 mm et la femelle 5,6 mm.

## Publication originale
- Chamberlin & Ivie, 1938 : Arachnida of the orders Pedipalpida, Scorpionida and Ricinulida. Fauna of the caves of Yucatan, Carnegie Institution of Washington Publication, no 491, p. 101-107.